# سانت فينيرينا
سانتا فينيرينا (بالإيطالية: Santa Venerina)‏ هي بلدة تقع في مقاطعة كاتانيا في صقلية في إيطاليا .

## السكان
في سنة 1861 بلغ عدد السكان 5٬560 نسمة، وتطور العدد ليصل في سنة 2011 لـ 8٬351 نسمة.
يظهر هذا المخطط البياني تطور النمو السكاني لـ سانت فينيرينا